# (4053) Черкасов
(4053) Черкасов (лат. Cherkasov) — типичный астероид главного пояса, открыт 2 октября 1981 года советским астрономом Людмилой Журавлёвой в Крымской астрофизической обсерватории и 19 октября 1994 года назван в честь советского актёра Николая Черкасова.

## Обнаружение и именование
(4053) Черкасов
Открыт 2 октября 1981 года в Научном Л. В. Журавлёвой.
Назван в память об известном русском актёре Николае Константиновиче Черкасове (1903—1966).
Оригинальный текст (англ.)4053 Cherkasov
Discovered 1981-10-02 by Zhuravleva, L. V. at Nauchnyj.
Named in memory of Nikolaj Konstantinovich Cherkasov (1903—1966), a well-known Russian actor.
Источники: DISCOVERY.DB; M.P.C. 24121.

## Орбита

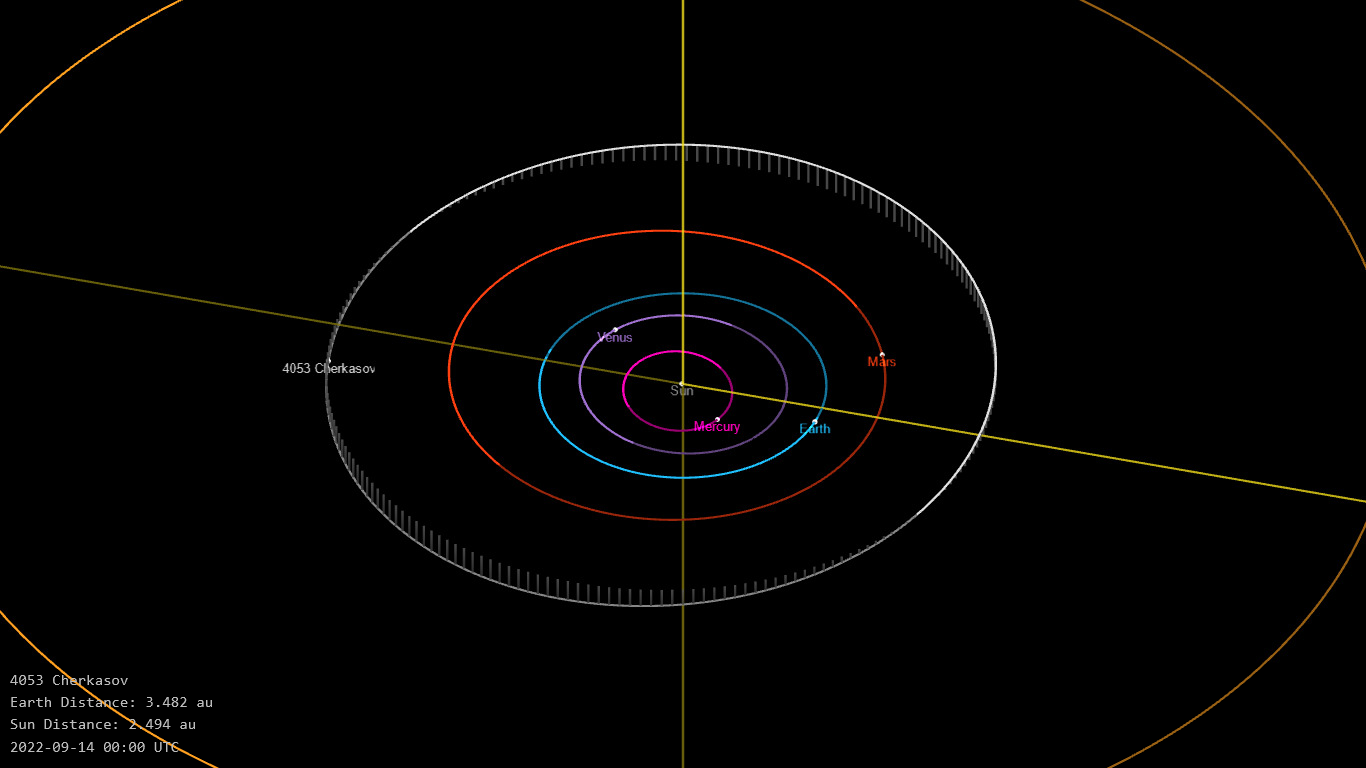
Орбита астероида Черкасов и его положение в Солнечной системе

## Физические характеристики
Астероид относится к таксономическому классу S.
По результатам наблюдений системы телескопов панорамного обзора и быстрого реагирования Pan-STARRS и наблюдений системы последнего оповещения о столкновении астероида с Землей ATLAS абсолютная звёздная величина астероида сначала оценивалась равной 13,83±0,48m, позже — 14,00±0,124m и 13,59±0,135m.